# Ara guadeloupensis
Ara guadeloupensis (лат.) — вымершая птица семейства попугаевых.

## Классификация
Ara guadeloupensis задокументирован, по сравнению с большинством других вымерших карибских ара. Ara guadeloupensis были впервые упомянуты испанским историком Гонсало Фернандесом де Овьедо-и-Вальдес в 1553 году. В 1774 году французский натуралист граф де Бюффон заявил, что итальянский исследователь Христофор Колумб нашёл ара в Гваделупе. Французский ботаник Жан-Батист Дю Тертр дал первые подробные описания в 1654 и 1667 годах и проиллюстрировал птиц и других животных, найденных в Гваделупе. Французский священник Жан-Батист Лаба также описал птицу в 1742 году. Американский зоолог Остин Хобарт Кларк дал птице её научное название — Ara guadeloupensis в 1905 году. Он писал, что по нескольким признакам Ara guadeloupensis отличается от внешне похожего на него красного ары (A. macao), а также зеленокрылого ары (A. chloropterus) и кубинского ары (A. tricolor). Кларк предположил, что этот вид мог также существовать на островах Доминика и Мартиника, основываясь на сообщениях о нахождении там а также на Гваделупе красных ара. В своей книге 1907 года «Вымершие птицы» британский зоолог Уолтер Ротшильд, напротив, утверждал, что на каждом острове есть свой вид, и что Ara guadeloupensis обитает только на Гваделупе. В 1967 году американский орнитолог Джеймс Гринуэй писал, что ара, о которых сообщалось из Гваделупы, могли быть завезены в этот регион из других мест местным населением, но это труднодоказуемо. Гринуэй также предположил, что красный ара и кубинский ара образовали комплексы видов с Ara guadeloupensis и другими гипотетическими вымершими видами, которые обитали на Ямайке и Гаити. Английский палеонтолог Джулиан Хьюм предположил в 2012 году, что сходство между Ara guadeloupensis и алым ара указывает на то, что они были близкими родственниками, и что гваделупские виды могли произойти от материкового ары. Небольшая локтевая кость попугая, найденная на археологических раскопках в Фолле-Анс на Мари-Галанте, острове в районе Гваделупы, была отнесена к Ara guadeloupensis орнитологами Мэтью Уильямсом и Дэвидом Стедманом в 2001 году. В 2008 году орнитологи Сторрс Олсон и Эдгар Маиз Лопес поставили под сомнение эту идентификацию и предположили, что кость на самом деле принадлежала существующему императорскому амазону (Amazona Imperialis). Размер и прочность кости были аналогичны локтевой кости императорского амазона, и, хотя она была изношена, на ней была обнаружена выемка, которая также присутствует на локтевых костях представителей рода Amazona, но не представителей рода Ara. Предполагалось, что останки ископаемых с острова Монтсеррат принадлежат Ara guadeloupensis. В 2015 году экологи Моника Гала и Арно Ленобль описали кость концевой фаланги, относящуюся к роду Ara из юго-западной части острова Мари-Галант. Она была обнаружена в пещере Бланшар во время раскопок в 2013–2014 годах в ископаемых отложениях, относящихся к эпохе позднего плейстоцена. Месторождение было датировано радиоуглеродом как сформировавшееся примерно 10 690 лет назад; самые ранние свидетельства человеческого поселения в этом районе датируются возникновением 5300 лет назад. Это подтвердило, что в регионе Гваделупы когда-то обитал эндемичный ара, который не мог быть завезён туда людьми. Все остальные кости ара с Малых Антильских островов были извлечены из археологических раскопок и, следовательно, могли быть останками птиц, завезённых туда американскими индейцами.  Позже, в 2015 году, Ленобль проанализировал пропущенные исторические испанские и французские источники, обнаружив упоминания в основном красных Ара, соответствующие Ara guadeloupensis. Труды французского миссионера Раймона Бретона были особенно показательными, поскольку они показали, что и он, и коренные островные карибы чётко различали красных ара Гваделупы и красных ара с материка, что поддерживает представление о том, что Ara guadeloupensis представляет собой самостоятельный вид. По разным оценкам на Карибских островах обитало до 13 ныне вымерших видов ара, но многие из них были основаны на старых описаниях или рисунках и представляют собой лишь гипотетические виды.

## Внешний вид
Ara guadeloupensis имеет окраску, похожую на окраску алого ара, но с более короткими хвостовыми перьями между 38 и 51 см в длину. Несмотря на то, что хвостовые перья короче, нет уверенности в том, что Ara guadeloupensis был меньше, чем красный ара в целом, поскольку относительные пропорции частей тела различаются у разных видов ара. Ископаемая кость фаланги из Мари-Галанте была наиболее похожа на второй или третий когтевой сустав красного ары, хотя кость немного меньше.

## Ареал
Обитал на островах Гваделупа и Мартиника (Малые Антильские острова).